# IROC VIII

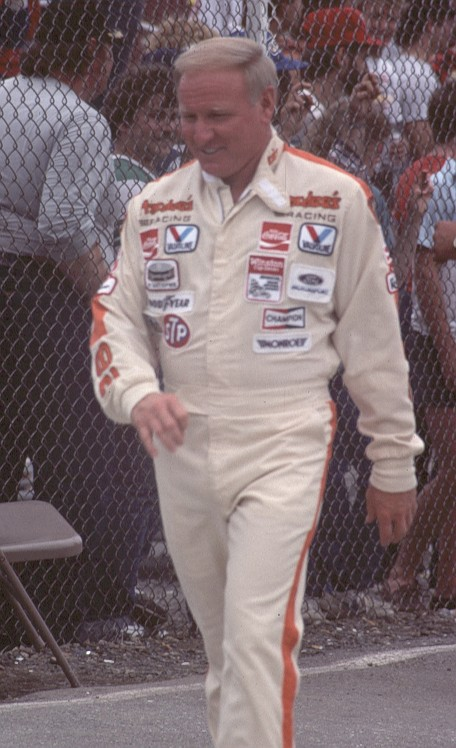
Photographie du champion Cale Yarborough de la huitième édition de l'IRC

La huitième édition de l'International Race of Champions (la première après quatre années d'interruption), disputée en 1984, a été remportée par l'Américain Cale Yarborough. Tous les pilotes  conduisaient des Chevrolet Camaro.

## Courses de l'IROC VIII
| Date            | Lieu      | Vainqueur         | Nationalité | Championnat d'origine |
| 16 juin 1984    | Michigan  | Neil Bonnett (en) | États-Unis  | Winston Cup (NASCAR)  |
| 7 juillet 1984  | Cleveland | Cale Yarborough   | États-Unis  | Winston Cup (NASCAR)  |
| 28 juillet 1984 | Talladega | Darrell Waltrip   | États-Unis  | Winston Cup (NASCAR)  |
| 11 août 1984    | Michigan  | Neil Bonnett (en) | États-Unis  | Winston Cup (NASCAR)  |

## Classement des pilotes
| Classement | Pilote             | Pays        | Championnat                        | Points |
| ---------- | ------------------ | ----------- | ---------------------------------- | ------ |
| 1er        | Cale Yarborough    | États-Unis  | Winston Cup (NASCAR)               | 58     |
| 2e         | Neil Bonnett (en)  | États-Unis  | Winston Cup (NASCAR)               | 55     |
| 3e         | Darrell Waltrip    | États-Unis  | Winston Cup (NASCAR)               | 52     |
| 4e         | Benny Parsons      | États-Unis  | Winston Cup (NASCAR)               | 47     |
| 5e         | Gordon Johncock    | États-Unis  | CART                               | 45     |
| 6e         | Derek Bell         | Royaume-Uni | World Endurance Championship (FIA) | 35     |
| 7e         | Danny Ongais       | États-Unis  | CART                               | 33     |
| 8e         | Johnny Rutherford  | États-Unis  | CART                               | 33     |
| 9e         | Dale Earnhardt     | États-Unis  | Winston Cup (NASCAR)               | 31     |
| 10e        | Tom Sneva          | États-Unis  | CART                               | 29     |
| 11e        | Emerson Fittipaldi | Brésil      | CART                               | 28     |
| 12e        | Jacky Ickx         | Belgique    | World Endurance Championship (FIA) | 17     |